# Fulgencjusz
Fulgencjusz, Fulgenty – imię męskie pochodzenia łacińskiego, oznaczające "błyszczący" (od łac. fulgens). 
Fulgencjusz (Fulgenty) imieniny obchodzi 1 stycznia.

## Znane postacie noszące to imię
- Fabiusz Plancjades Fulgencjusz (Fabius Planciades Fulgentius) - późnorzymski pisarz i gramatyk, autor mitografii (zw. Fulgentius Mythographicus)
- Fulgencjusz z Ruspe - katolicki święty, afrykański biskup z V-VI wieku
- Fulgencjusz Ferrandus - chrześcijańskii teolog z Kartaginy (VI wiek n.e.)
- Fulgencjusz z Astigi - katolicki święty, hiszpański biskup z VI-VII wieku

- Fulgencio Batista - kubański polityk z XX wieku, prezydent i dyktator Kuby